# Jim Cummins (Eishockeyspieler)
James Stephen „Jim“ Cummins (* 17. Mai 1970 in Dearborn, Michigan) ist ein ehemaliger US-amerikanischer Eishockeyspieler und derzeitiger -scout, der im Verlauf seiner aktiven Karriere zwischen 1988 und 2004 unter anderem 548 Spiele für die Detroit Red Wings, Philadelphia Flyers, Tampa Bay Lightning, Chicago Blackhawks, Phoenix Coyotes, Canadiens de Montréal, Mighty Ducks of Anaheim, New York Islanders und Colorado Avalanche in der National Hockey League (NHL) auf der Position des rechten Flügelstürmers bestritten hat.

## Karriere
Jim Cummins spielte zunächst in der Saison 1987/88 für die Detroit Compuware Ambassadors in der North American Hockey League (NAHL). Anschließend begann er ein Studium an der Michigan State University und ging in den folgenden drei Jahren für deren Eishockeymannschaft, die Spartans, in der Central Collegiate Hockey Association (CCHA) aufs Eis. Während dieser Zeit wurde in den Jahren 1989 und 1990 jeweils die Divisionsmeisterschaft der CCHA errungen. Außerdem wurde Cummins beim NHL Entry Draft 1989 in der vierten Runde an insgesamt 67. Position von den New York Rangers aus der National Hockey League (NHL) ausgewählt. Vor Abschluss seines Studiums wurde er jedoch im März 1991 als Teil eines Tauschgeschäfts gemeinsam mit Kevin Miller und Dennis Vial im Tausch für Joe Kocur und Pär Djoos zu den Detroit Red Wings transferiert.
Für die Red Wings gab er in der Saison 1991/92 sein Debüt in der NHL, verbrachte den Großteil der Spielzeit allerdings im Farmteam bei den Adirondack Red Wings in der American Hockey League (AHL), wo Cummins seine Rolle als Enforcer ausfüllte. Seine 338 Strafminuten in 65 Partien der regulären Saison waren die zweitmeisten im Team und die viertmeisten der Liga. In derselben Saison gewann er mit Adirondack den Calder Cup und kam in fünf Playoff-Spielen für das Team zum Einsatz. Auch das folgende Spieljahr war der US-Amerikaner im AHL-Farmteam der Detroit Red Wings gesetzt, kam allerdings auch zu sieben NHL-Einsätzen für das Team aus Hockeytown. Im Juni 1993 wurde der Stürmer mit einem Viertrunden-Wahlrecht im NHL Entry Draft 1993 an die Philadelphia Flyers abgegeben, während Greg Johnson und ein Fünftrunden-Wahlrecht im NHL Entry Draft 1994 den anderen Weg gingen. Für die Flyers absolvierte Cummins 22 Spiele. Noch in derselben Saison transferierte ihn Philadelphia mit einem Viertrunden-Wahlrecht im NHL Entry Draft 1995 im Austausch für Rob DiMaio zu den Tampa Bay Lightning, wobei Cummins dort in 14 Partien auf dem Eis stand. Als Mitglied des IHL-Farmteams Atlanta Knights gewann er 1994 den Turner Cup. Im Februar 1995 gaben ihn die Bolts gemeinsam mit Tom Tilley und Jeff Buchanan im Austausch für Paul Ysebaert und Rich Sutter an die Chicago Blackhawks ab.
In Windy City war der Enforcer erstmals in seiner NHL-Laufbahn als Stammspieler aktiv und verbrachte in allen seinen vier Spielzeiten im Trikot der Blackhawks über 100 Minuten auf der Strafbank. Ein weiteres Tauschgeschäft erfolgte im März 1998, als ihn die Hawks gemeinsam mit Keith Carney im Austausch für Chad Kilger und Jayson More zu den Phoenix Coyotes transferierten. Eine weitere NHL-Station in seiner Karriere waren in der Saison 1999/2000 die Canadiens de Montréal, ehe Cummins im Juli 2000 als Free Agent bei den Mighty Ducks of Anaheim unterzeichnete. Für die Kalifornier bestritt er 81 Partien, ehe er im Frühjahr 2002 an die New York Islanders abgegeben wurde. Nachdem der Flügelstürmer für die folgende Saison vom Spielbetrieb ausgesetzt hatte, kehrte er für die Spielzeit 2003/04 nochmals in die NHL zurück und ließ seine Laufbahn, die er im Sommer 2004 34-jährig beendete, im Trikot der Colorado Avalanche ausklingen. Nach einer mehrjährigen Pause begann der US-Amerikaner im Sommer 2011 als Scout für die Calgary Flames in der NHL zu arbeiten.

## Erfolge und Auszeichnungen
- 1989 CCHA-Meisterschaft mit der Michigan State University
- 1990 CCHA-Meisterschaft mit der Michigan State University
- 1992 Calder-Cup-Gewinn mit den Adirondack Red Wings
- 1994 Turner-Cup-Gewinn mit den Atlanta Knights

## Karrierestatistik
(Legende zur Spielerstatistik: Sp oder GP = absolvierte Spiele; T oder G = erzielte Tore; V oder A = erzielte Assists; Pkt oder Pts = erzielte Scorerpunkte; SM oder PIM = erhaltene Strafminuten; +/− = Plus/Minus-Bilanz; PP = erzielte Überzahltore; SH = erzielte Unterzahltore; GW = erzielte Siegtore; 1 Play-downs/Relegation; Kursiv: Statistik nicht vollständig)